# Amadeo García
Amadeo García Salazar (Vitoria-Gasteiz, 31 de março de 1887 – 18 de julho de 1947) foi um treinador de futebol espanhol. Ele foi o técnico da Espanha de 1934 até 1936 e treinou a seleção na Copa do Mundo de 1934.